# Nebanice
Nebanice (németül: Nebanitz) község Csehországban a Karlovy Vary-i kerület Chebi járásában. Cheb-től 9 km-re északkeletre fekszik. Közigazgatásilag hozzá tartoznak Hartoušov (Hartessenreuth), Hněvín (Knöba) és Vrbová (Förba).

## Története
Első írásos említése 1391-ből származik, templomát már ekkor említik. Az 1930-as népszámlálás szerint 435 többségében német lakosa volt. Cseh nemzetiségű lakosainak száma ekkor csupán 57 volt. A második világháború után német lakosságát Németországba toloncolták. Elhagyott lakóházainak nagy részét lebontották. 1977-ben egykori barokk kastélyát is lebontották.

## Népesség
A település népessége az elmúlt években az alábbi módon változott:
| Lakosok száma | 390  | 412  | 374  | 208  | 263  | 311  | 345  | 339  | 349  | 338  |
|               | 1869 | 1890 | 1921 | 1950 | 1980 | 2001 | 2017 | 2019 | 2022 | 2024 |

## Galéria

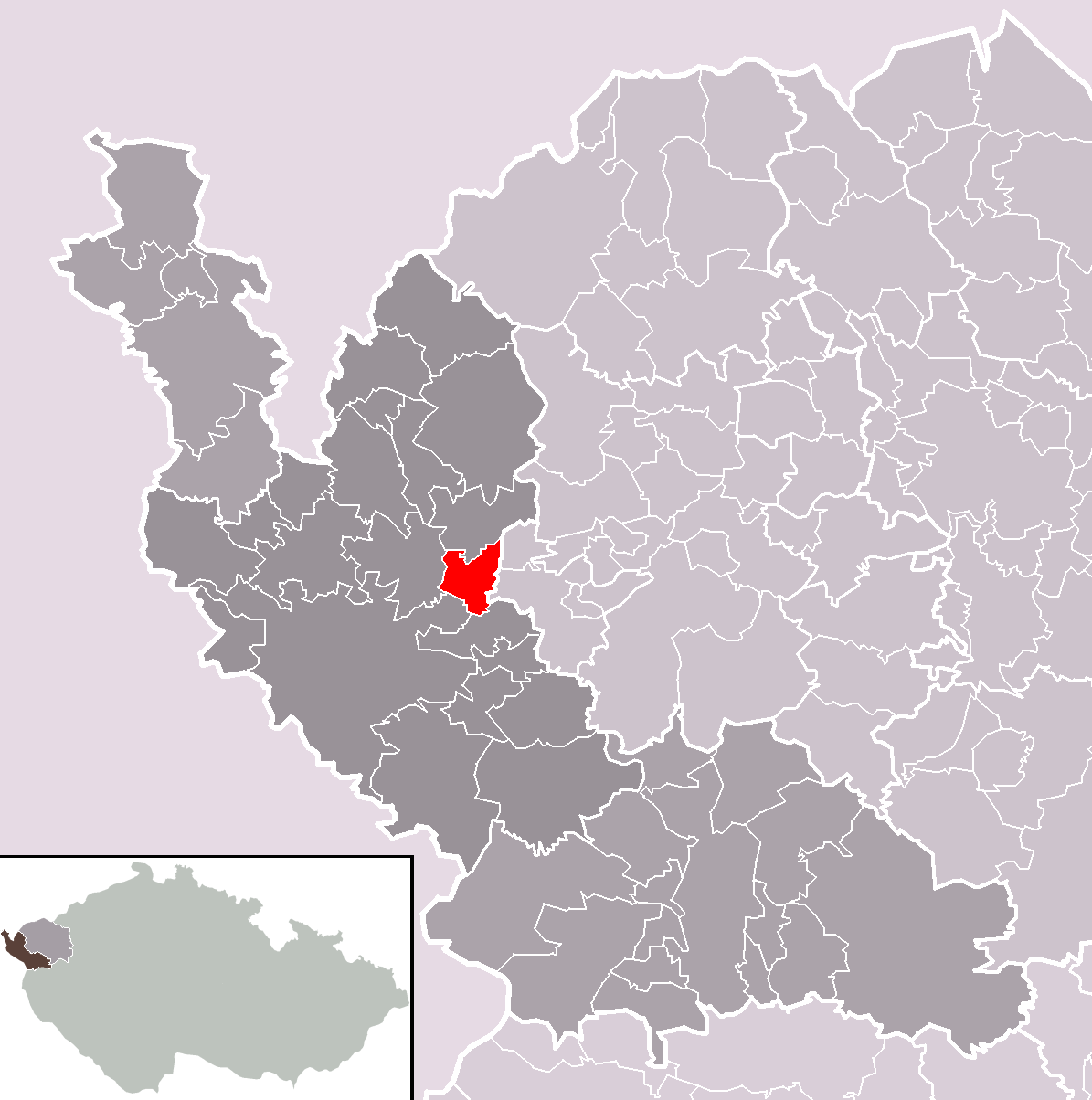
Nebanice közigazgatási területe
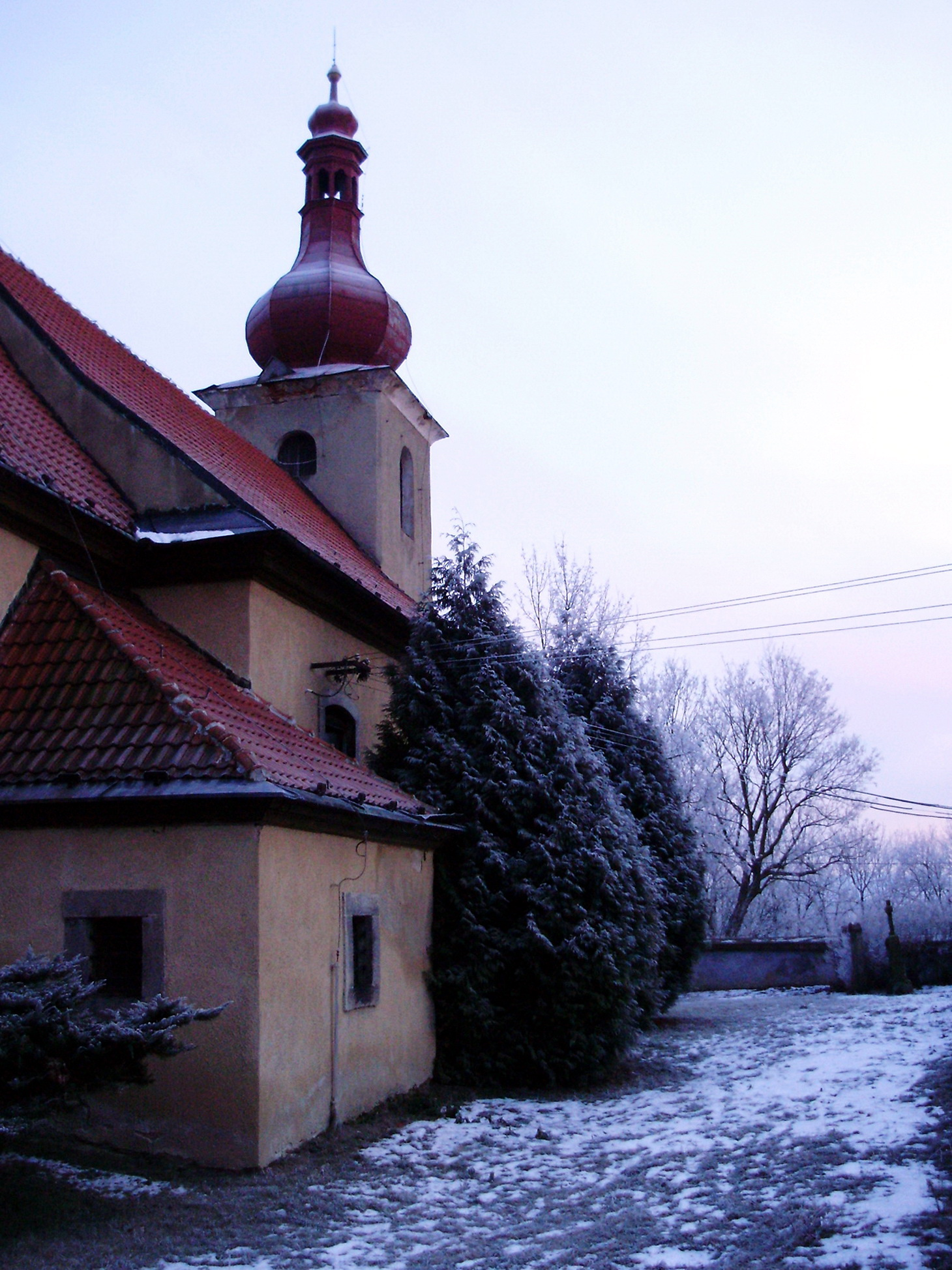
Szt. Osvald tiszteletére szentelt temploma
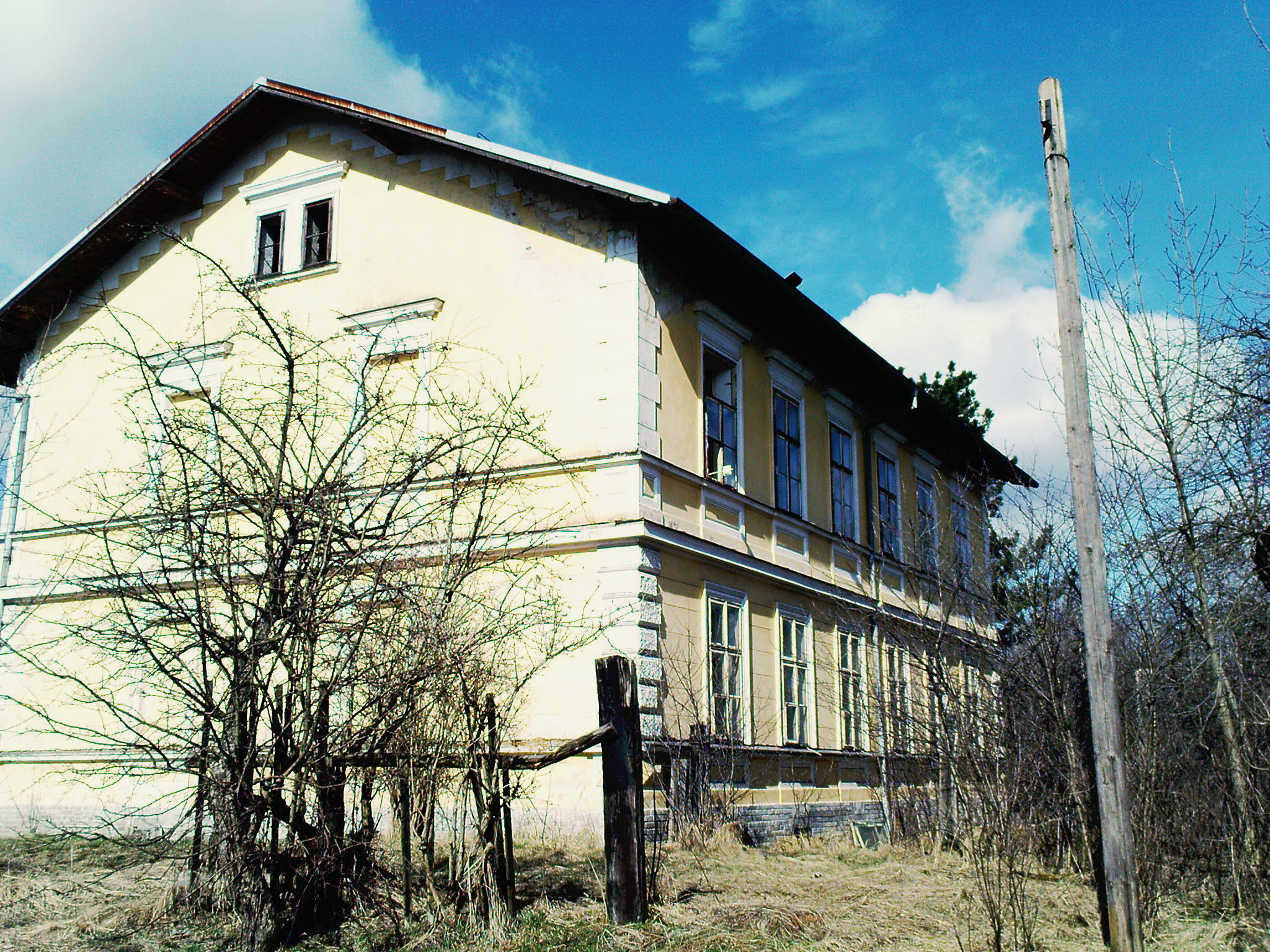
Az 1864-ben épített iskola